# Magnac-Laval
Pour les articles homonymes, voir Laval.
Ne doit pas être confondu avec Magnac-Lavalette-Villars.
Magnac-Laval est une commune française située dans le département de la Haute-Vienne, en région Nouvelle-Aquitaine.

## Géographie

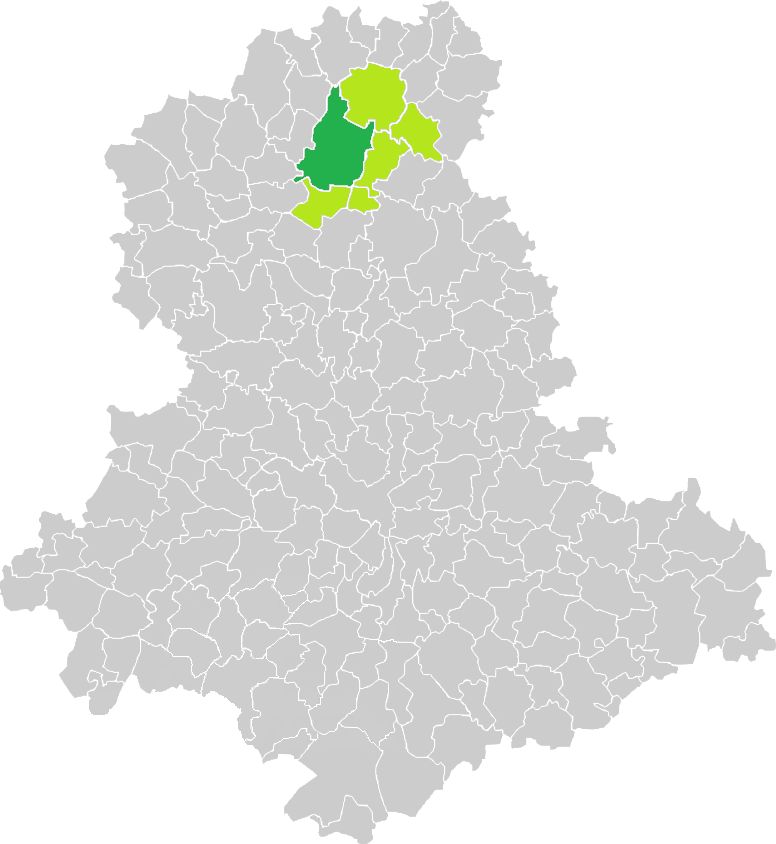
Situation de la commune de Magnac-Laval en Haute-Vienne.

Le territoire communal est traversé par la rivière la Brame.
La commune de Magnac-Laval a une superficie de 72,2 km2. La plus grande ville la plus proche est Limoges, la préfecture, située, à vol d'oiseau, à 43,1 km au sud - sud-est.

### Communes limitrophes
| Tersannes                         | Lussac-les-Églises | Saint-Léger-Magnazeix            |
| Dinsac                            | Magnac-Laval       | Dompierre-les-Églises            |
| Le Dorat, Saint-Ouen-sur-Gartempe | Droux              | Villefavard (par un quadripoint) |

### Climat
Le climat qui caractérise la commune est qualifié, en 2010, de « climat océanique altéré », selon la typologie des climats de la France qui compte alors huit grands types de climats en métropole. En 2020, la commune ressort du même type de climat dans la classification établie par Météo-France, qui ne compte désormais, en première approche, que cinq grands types de climats en métropole. Il s’agit d’une zone de transition entre le climat océanique, le climat de montagne et le climat semi-continental. Les écarts de température entre hiver et été augmentent avec l'éloignement de la mer. La pluviométrie est plus faible qu'en bord de mer, sauf aux abords des reliefs.
Les paramètres climatiques qui ont permis d’établir la typologie de 2010 comportent six variables pour les températures et huit pour les précipitations, dont les valeurs correspondent à la normale 1971-2000. Les sept principales variables caractérisant la commune sont présentées dans l'encadré ci-après.
| Paramètres climatiques communaux sur la période 1971-2000 - Moyenne annuelle de température : 11,4 °C - Nombre de jours avec une température inférieure à −5 °C : 3,4 j - Nombre de jours avec une température supérieure à 30 °C : 6 j - Amplitude thermique annuelle : 15,2 °C - Cumuls annuels de précipitation : 898 mm - Nombre de jours de précipitation en janvier : 12,8 j - Nombre de jours de précipitation en juillet : 7,5 j |

Avec le changement climatique, ces variables ont évolué. Une étude réalisée en 2014 par la Direction générale de l'Énergie et du Climat complétée par des études régionales prévoit en effet que la température moyenne devrait croître et la pluviométrie moyenne baisser, avec toutefois de fortes variations régionales. La station météorologique de Météo-France installée sur la commune et mise en service en 1995 permet de connaître en continu l'évolution des indicateurs météorologiques. Le tableau détaillé pour la période 1981-2010 est présenté ci-après.
| Mois                                  | jan.           | fév.           | mars           | avril         | mai           | juin          | jui.         | août          | sep.          | oct.          | nov.          | déc.           | année      |
| ------------------------------------- | -------------- | -------------- | -------------- | ------------- | ------------- | ------------- | ------------ | ------------- | ------------- | ------------- | ------------- | -------------- | ---------- |
| Température minimale moyenne (°C)     | 1,8            | 1,7            | 3,4            | 5,4           | 9             | 11,9          | 13,3         | 13,4          | 10,1          | 8,9           | 4,1           | 1,8            | 7,1        |
| Température moyenne (°C)              | 4,9            | 5,4            | 8              | 10,4          | 14,2          | 17,7          | 19,3         | 19,4          | 15,8          | 13,1          | 7,5           | 4,9            | 11,8       |
| Température maximale moyenne (°C)     | 8,1            | 9,1            | 12,6           | 15,3          | 19,4          | 23,4          | 25,2         | 25,4          | 21,4          | 17,3          | 10,9          | 7,9            | 16,4       |
| Record de froid (°C) date du record   | −11,6 02.01.97 | −18,6 06.02.12 | −12,6 01.03.05 | −6,2 04.04.22 | −1,2 06.05.19 | 2,5 14.06.95  | 5,7 30.07.15 | 3,7 29.08.98  | −1,6 25.09.02 | −6,1 30.10.97 | −9,2 24.11.98 | −12,2 24.12.01 | −18,6 2012 |
| Record de chaleur (°C) date du record | 19,4 28.01.24  | 23,7 27.02.19  | 25,3 31.03.21  | 30,6 30.04.05 | 31,8 26.05.05 | 38,7 18.06.22 | 40 18.07.22  | 39,6 06.08.03 | 38,1 04.09.23 | 32,5 02.10.23 | 23,4 08.11.15 | 18,5 17.12.15  | 40 2022    |
| Précipitations (mm)                   | 78,6           | 63,8           | 69,7           | 79,5          | 88,1          | 55,4          | 62,5         | 68,5          | 66,5          | 82,6          | 92,2          | 84,9           | 892,3      |

## Urbanisme

### Typologie
Au 1er janvier 2024, Magnac-Laval est catégorisée bourg rural, selon la nouvelle grille communale de densité à sept niveaux définie par l'Insee en 2022.
Elle est située hors unité urbaine et hors attraction des villes,.

### Occupation des sols
L'occupation des sols de la commune, telle qu'elle ressort de la base de données européenne d’occupation biophysique des sols Corine Land Cover (CLC), est marquée par l'importance des territoires agricoles (94,3 % en 2018), une proportion sensiblement équivalente à celle de 1990 (95 %). La répartition détaillée en 2018 est la suivante :
prairies (72,4 %), zones agricoles hétérogènes (16,6 %), terres arables (5,3 %), forêts (3,2 %), zones urbanisées (2,2 %), mines, décharges et chantiers (0,3 %). L'évolution de l’occupation des sols de la commune et de ses infrastructures peut être observée sur les différentes représentations cartographiques du territoire : la carte de Cassini (XVIIIe siècle), la carte d'état-major (1820-1866) et les cartes ou photos aériennes de l'IGN pour la période actuelle (1950 à aujourd'hui).

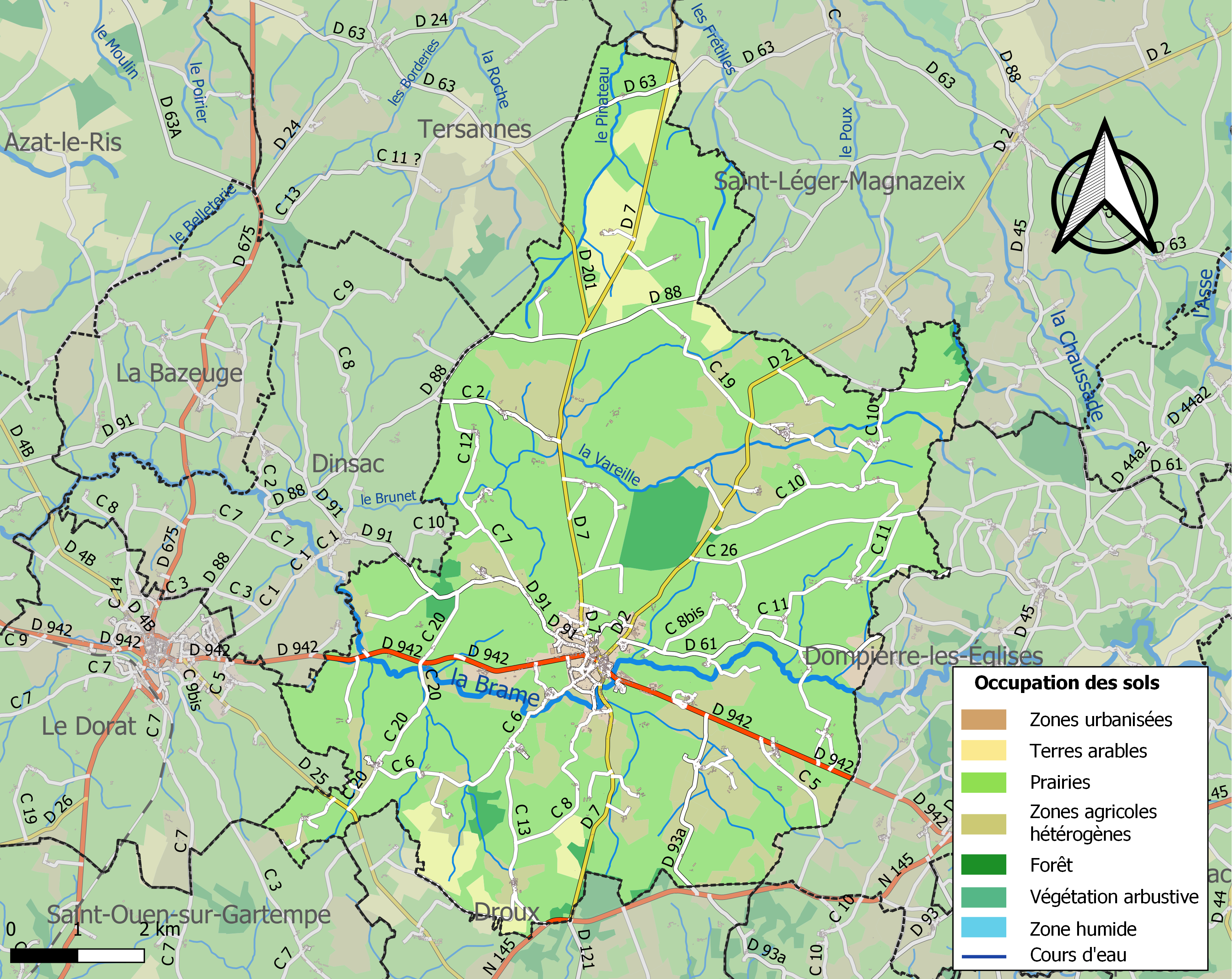
Carte des infrastructures et de l'occupation des sols de la commune en 2018 (CLC).

### Risques majeurs
Le territoire de la commune de Magnac-Laval est vulnérable à différents aléas naturels : météorologiques (tempête, orage, neige, grand froid, canicule ou sécheresse) et séisme (sismicité faible). Il est également exposé à un risque particulier : le risque de radon. Un site publié par le BRGM permet d'évaluer simplement et rapidement les risques d'un bien localisé soit par son adresse soit par le numéro de sa parcelle.

#### Risques naturels

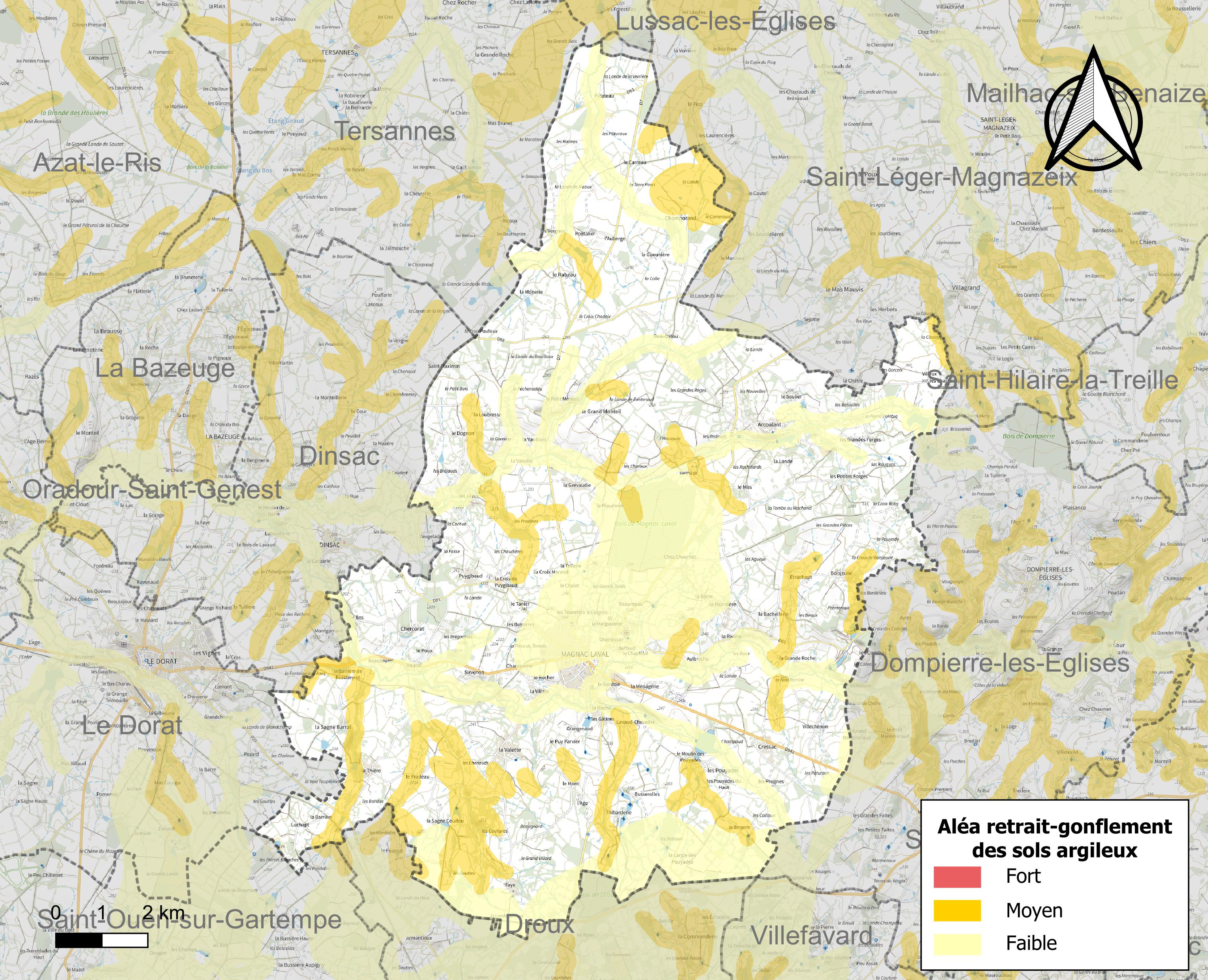
Carte des zones d'aléa retrait-gonflement des sols argileux de Magnac-Laval.

Le retrait-gonflement des sols argileux est susceptible d'engendrer des dommages importants aux bâtiments en cas d’alternance de périodes de sécheresse et de pluie. 13,2 % de la superficie communale est en aléa moyen ou fort (27 % au niveau départemental et 48,5 % au niveau national métropolitain). Depuis le 1er octobre 2020, en application de la loi ÉLAN, différentes contraintes s'imposent aux vendeurs, maîtres d'ouvrages ou constructeurs de biens situés dans une zone classée en aléa moyen ou fort,.
La commune a été reconnue en état de catastrophe naturelle au titre des dommages causés par les inondations et coulées de boue survenues en 1982, 1988, 1990 et 1999 et par des mouvements de terrain en 1999.

#### Risque particulier
Dans plusieurs parties du territoire national, le radon, accumulé dans certains logements ou autres locaux, peut constituer une source significative d’exposition de la population aux rayonnements ionisants. Selon la classification de 2018, la commune de Magnac-Laval est classée en zone 3, à savoir zone à potentiel radon significatif.

## Toponymie
La ville de Magnac était comprise dans la Basse-Marche. Elle porte le nom de Magnac-Laval depuis 1758, date à laquelle le marquisat de Magnac a été réuni à la baronnie d'Arnac pour former le duché de Laval, au bénéfice de Guy-André-Pierre de Montmorency-Laval.
Durant la Révolution, la commune porte le nom de Magnac-la-Montagne.
Le nom en marchois, langue régionale du Croissant, est Manhac la Vau.
Ses habitants s'appellent les Magnachons.

## Histoire
Pour l'histoire féodale, les historiens rattachent traditionnellement Magnac-(Laval) à une famille médiévale qui en prend le nom et qui commencerait aux alentours de l'an mil avec Etienne de Magnac, suivi notamment par des Etienne et des Ithier de Magnac. Cette dynastie seigneuriale serait apparentée aux anciens seigneurs de Montmorillon,,,. Puis l'héritière Belle-Assez de Magnac, fille d'Ithier, sénéchal de Saintonge, et petite-fille d'Ithier et Belle-Assez de Brosse, épouse dans la 2e moitié du XIVe siècle, vers 1374, Guy(on) II de Sully-Beaujeu.
- Leur petite-fille Marie de Sully/de Seuly († v. 1432 ; fille de Geoffroy de Sully, dont certains auteurs disent que c'est en fait lui le mari de Belle-Assez de Magnac ?), dame de Magnac, convole avec Jacques (de) Brachet, écuyer, seigneur de Peyrusse/Pérusse, Sala(i)gnac, Montaigu(t) (Saint-Valéry/Saint-Vaury), chambellan du roi, sénéchal du Limousin, fils de Jean (de) Brachet (voir l'article Pérusse > note 2). Le règne des Brachet se termine vers la mi-XVIe siècle avec Claude (de) Brachet de Palluau, qui doit se séparer de la baronnie de Magnac vers 1554[26], probablement au profit d'Antoine de Neuville qu'on trouve ensuite comme sire de Magnac.

Ce schéma classique doit-il être mis en cause, les Etienne et les Ithier de Magnac pouvant se rattacher plutôt à Magnac/Migné en Poitou (mais il existe aussi Migné en Brenne, aux marges du Berry et du Poitou), et non à Magnac-(Laval) en Marche ? Si cela est avéré, les Magnac ont-ils possédé à la fois Migné et Magnac-(Laval) ; ou bien Magnac-(Laval) est-elle venue aux Sully ou aux Brachet par une autre origine ?
Quoi qu'il en soit, Marguerite de Neuville, fille d'Antoine de Neuville, marie vers 1583 Horace de Bonneval (attaché au duc d'Alençon puis à Henri III, tué aux Barricades de Tours en 1587/1588 ; sa branche de la famille de Bonneval avait hérité de Salaignac et Montaigut, et une autre branche était liée à Magnac/Magnat par le fief de Montvert) : 
- leur fille Marie de Bonneval épouse en 1599 François Ier de Salignac-Fénelon, aussi seigneur de Loubert : d'où leur fils Antoine de Salignac-Fénelon († 1683 ; oncle du Cygne de Cambrai ; marié à Marguerite de Montberon de Fontaine-Chalendray), fait marquis de Magnac en mai 1650[29].
- Les Salignac de La Mothe-Fénelon sont suivis dans la 2e moitié du XVIIe siècle, à Magnac et à Fontaine-Chalendray, par les Montmorency-Laval-Lezay (Pierre III) (car Pierre épouse en 1681 Marie-Thérèse-Françoise de Salignac, fille d'Antoine), d'où le complément de nom et l'érection en duché de Laval en octobre/novembre 1758 pour le maréchal Guy-André-Pierre de Montmorency-Laval (1723-1798 ; fils de Guy-André et petit-fils de Pierre III de Laval-Lezay).

### Guerre d'Espagne, Seconde Guerre mondiale et Shoah
Sous le gouvernement de Vichy, la commune de Magnac-Laval est le site d'un camp d'internement de 1939 à 1945.

## Politique et administration

### Liste des maires
| Début     | Fin        | Identité                              | Étiquette | Qualité |
| --------- | ---------- | ------------------------------------- | --------- | ------- |
| 1800      | 1813       | Decressac Bachellerie                 |           |         |
| 1813      | 1830       | François Léonard Jevardat de Fombelle |           |         |
| 1830      | 1840       | Jean-Baptiste Bigaud Bellevue         |           |         |
| 1840      | 1863       | Hippolyte Gui Théobald Beilot         |           |         |
| 8/02/1863 | 11/06/1863 | François Théodore Paquet              |           |         |
| 1863      | 1870       | Pierre Chausserie-Laprée              |           |         |
| 1870      | 1870       | A. Bertrand                           |           |         |
| 1870      | 1871       | Jules Bigaud-Dumonard                 |           |         |
| 1871      | 1878       | Armand Daubin                         |           |         |
| 1878      | 1888       | Jules Bigaud-Dumonard                 |           |         |
| 1888      | 1892       | Gustave Rebeyrol                      |           |         |
| 1892      | 1913       | Amable Dubrac de Feux                 |           | Médecin |
| 1913      | 1919       | Roger Dubrac de Feux                  |           | Médecin |
| 1919      | 1942       | Camille Grellier                      |           |         |
| 1942      | 1953       | Henri Bancel                          |           |         |
| 1953      | 1965       | Bernard Penot                         |           |         |
| 1965      | 1971       | Claude Giboin                         |           |         |
| 1971      | 1983       | Jacques Mayeras                       |           |         |
| 1983      | 1988       | Bernard Babarit                       |           |         |
| 1988      | 1995       | Claude Clapaud                        |           |         |
| 1995      | 2020       | Jean-Bernard Jarry                    |           |         |
| 2020      | en cours   | Xavier Guibert                        |           |         |

### Politique environnementale
Dans son palmarès 2024, le Conseil national de villes et villages fleuris de France a attribué une fleur à la commune.

## Population et société

### Démographie
L'évolution du nombre d'habitants est connue à travers les recensements de la population effectués dans la commune depuis 1793. Pour les communes de moins de 10 000 habitants, une enquête de recensement portant sur toute la population est réalisée tous les cinq ans, les populations de référence des années intermédiaires étant quant à elles estimées par interpolation ou extrapolation. Pour la commune, le premier recensement exhaustif entrant dans le cadre du nouveau dispositif a été réalisé en 2005.

En 2022, la commune comptait 1 693 habitants, en évolution de −2,65 % par rapport à 2016 (Haute-Vienne : −0,68 %, France hors Mayotte : +2,11 %).
| 1793  | 1800  | 1806  | 1821  | 1831  | 1836  | 1841  | 1846  | 1851  |
| ----- | ----- | ----- | ----- | ----- | ----- | ----- | ----- | ----- |
| 2 936 | 2 624 | 2 777 | 2 936 | 3 455 | 3 436 | 3 567 | 3 561 | 3 516 |

| 1856  | 1861  | 1866  | 1872  | 1876  | 1881  | 1886  | 1891  | 1896  |
| ----- | ----- | ----- | ----- | ----- | ----- | ----- | ----- | ----- |
| 3 418 | 3 351 | 3 427 | 3 239 | 3 635 | 4 018 | 4 107 | 4 699 | 4 109 |

| 1901  | 1906  | 1911  | 1921  | 1926  | 1931  | 1936  | 1946  | 1954  |
| ----- | ----- | ----- | ----- | ----- | ----- | ----- | ----- | ----- |
| 3 755 | 3 955 | 3 833 | 3 090 | 2 846 | 2 665 | 2 688 | 2 603 | 2 668 |

| 1962  | 1968  | 1975  | 1982  | 1990  | 1999  | 2005  | 2006  | 2010  |
| ----- | ----- | ----- | ----- | ----- | ----- | ----- | ----- | ----- |
| 2 777 | 2 625 | 2 599 | 2 372 | 2 266 | 1 978 | 2 010 | 1 978 | 1 810 |

| 2015  | 2020  | 2022  | - | - | - | - | - | - |
| ----- | ----- | ----- | - | - | - | - | - | - |
| 1 751 | 1 705 | 1 693 | - | - | - | - | - | - |

### Manifestations culturelles et festivités
La bourgade est connue pour la procession de Neuf lieues dédiée à saint Maximin qui se déroule chaque année le lundi de Pentecôte.
Marchant dans la campagne sur plus de 50 km en contournant la commune, les pèlerins avec une couronne de fleurs blanches et vertes autour du cou, partent la nuit à 1 h 30 et ne rentrent qu'à la tombée du jour vers 20 h 30.

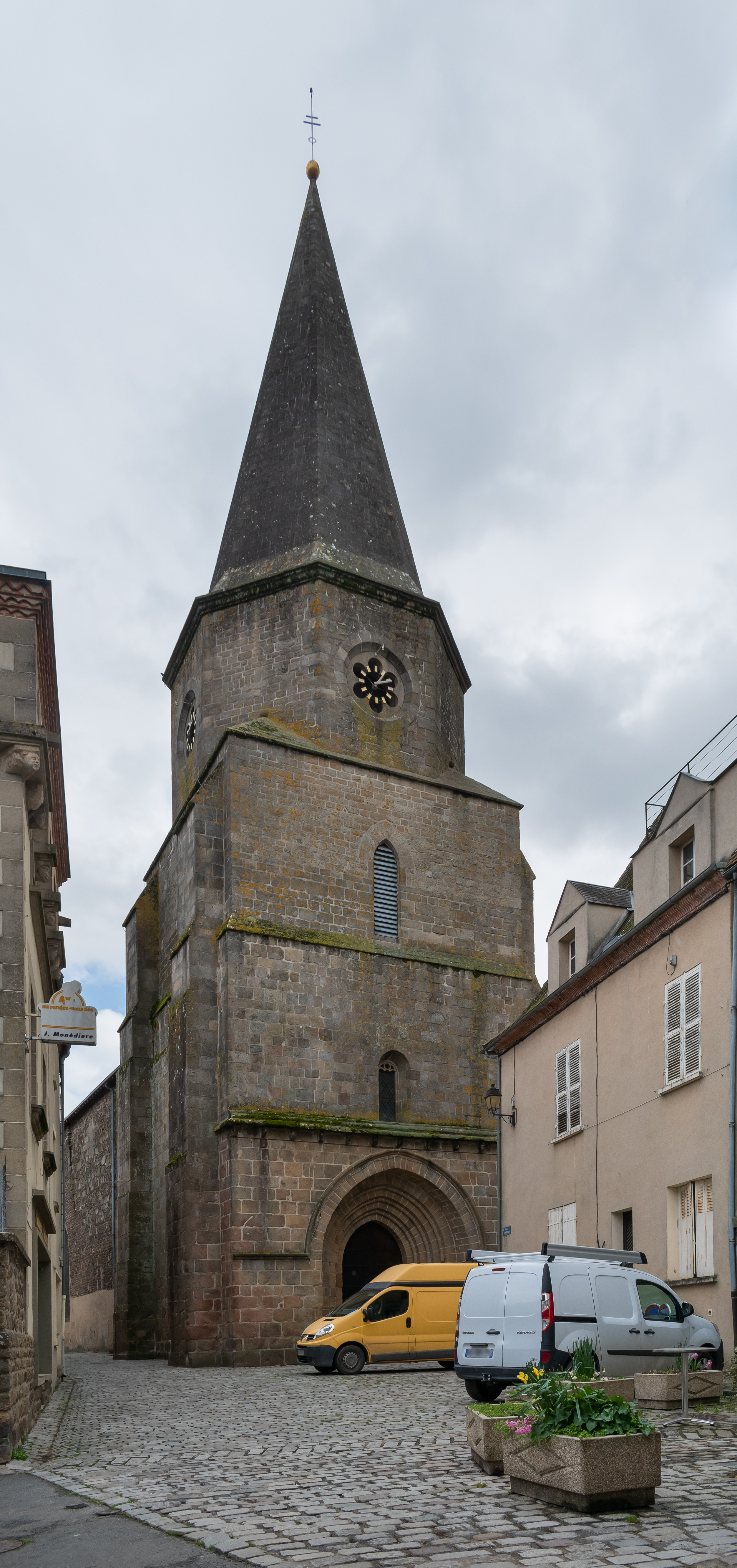
Église Saint-Maximin.

## Culture locale et patrimoine

### Lieux et monuments
- Châteaux de Chercorat et de Sirvenon.
- L'église Saint-Maximin fait l’objet d’une inscription au titre des monuments historiques depuis 2009[35].
- Étang des Pouyades (pêche à la carpe).

### Personnalités liées à la commune
- Philippe Leborlhe de Grandpré (1741-1804), homme politique né à Magnac-Laval, député du clergé aux États généraux de 1789.
- François Pougeard du Limbert (3 juillet 1753 - 19 mars 1837) jurisconsulte et parlementaire français.
- Robert David (1873-1958), sénateur de la Dordogne, mort dans la commune le 26 avril 1958.
- René d'Abadie (1895-1971), créateur de la Société française d'ornithologie.
- Alexandre Vialatte (1901-1971), écrivain, né dans la commune.
- Georges Guingouin (1913-2005), résistant, Compagnon de la Libération[36], homme politique, écrivain, né dans la commune.
- François Frichon Duvignaud de Vorys, homme politique français né le 15 août 1800 à Magnac-Laval et décédé le 7 janvier 1885 à Chitray (Indre).
- Georges Lamousse (1909-1992), personnalité politique française, sénateur, mort à Magnac-Laval.
- Dolors Prat Coll (1905-2001), internée avec sa sœur Clara au camp de Magnac-Laval en 1939, après la guerre d'Espagne et la chute de la République espagnole en 1939[37].

### Héraldique
| Blason de la ville de Magnac-Laval | Les armes de la commune de Magnac-Laval se blasonnent ainsi : « De sable, à deux barres d'argent. » |